# Tylodelphys podicipina
Tylodelphys podicipina är en plattmaskart. Tylodelphys podicipina ingår i släktet Tylodelphys och familjen Diplostomatidae. Inga underarter finns listade i Catalogue of Life.